# Шлір
Шлір (рос. шлир, англ. schlieren; нім. Schliere f) — мінеральне скупчення у виверженій магматичній гірській породі, відмінне від іншої її маси за складом, структурою або кількісними співвідношеннями складових частин. Локалізувалося в магматичну стадію. Між шліром і основною (вмісною) гірською породою існують звичайні поступові переходи. Формування шліру може бути зумовлене початковою неоднорідністю магматичних розплавів, змішуванням двох магм при впровадженні або захопленні та інтенсивній переробці домішок гірських порід.
Приклад шлірів: скупчення біотиту у ґранітах, хроміту у дунітах.
Назва — від старовинного німецького терміна «Schlieren» (Reyer, 1877).